# 山岸愛梨の超ラジ!Rookie
『Voice of A&G Digital 山岸愛梨の超ラジ!Rookie』（やまぎしあいりのちょうラジルーキー）は、2007年10月3日から2008年4月2日まで放送された地上デジタルラジオ番組。

## 放送概要
パーソナリティ
- 山岸愛梨

放送開始
- 2007年10月3日 -  2008年4月2日

放送時間
- 本放送 水曜日16:00 - 17:00
- 再放送 水曜日25:00 - 26:00

## 主なコーナー
愛梨スキルアップ
新米DJである山岸がDJ技術をスキルアップさせるコーナー。
当初は文化放送アナウンサー研修で実際にやっている早口言葉に挑戦していたが、「ひらめきの扉」、「さあ、どっち!?」と山岸のボケを引き出す方向へとリニューアルし、彼女の珍解答に対して番組スタッフがビシ、バシのドツキ音効をツッコミ代わりに流し、それに山岸が「アイタタッ!」とリアクションする。その様が番組内でウケたのか、コーナー外のフリートークでも山岸がちょっとでも突拍子も無いことを言う度にドツキ音効を流すようになり、すっかり定番化。僅か四回で終わった「愛梨の主張!」の後は「ACNニュース」で、毎回ニュースキャスター役に扮してお題としての架空のニュースをちゃんと読んだ上で、更に付け加える気の利いたコメントを考えるゲームだった。
初回は飛び入りゲスト出演した金曜ルーキー担当の吉岡さくらと共に対決形式で挑戦し、敗れてしまった。
愛梨アニトレ中
毎回名作アニメに関するリスナーからのクイズに山岸が挑戦し、アニメ博士を目指すコーナー。記念すべき第1回の「巨人の星」からいきなり全問正解。実は全巻持っている程のファンだったことが判明。何故かあてずっぽうでの正解率が高かった。以降「あしたのジョー」、「キャンディ・キャンディ」、「DEATH NOTE」、「NANA」、「ベルサイユのばら」等全26作品に挑戦してきたが、「ご近所物語」、「姫ちゃんのリボン」、「花より男子」、「あたしンち」、「リボンの騎士」、そして最終回リベンジで「とっても!ラッキーマン」と、通算七度博士を獲得した。
ぴよぽん劇場
山岸が当時在学していた短大の課題として自ら考案したマスコットキャラクターを主人公にした連続ショートストーリー。キャラクターモチーフは山岸曰く、「ヒヨコじゃないよ、クジャクだよ!」とのこと。キュートな風貌に似合わず、元陸上部でオリンピックを目指していたが、怪我で断念。一時ヤケになってグレたが、彼をずっと心配していた教師のおかげで立ち直り、ボランティアに目覚めたという、妙に大映テレビチックな設定。
第5回放送分では、メロンパンランドで生を受けたパン屋の息子だったことが判明し、その直後にゆっぴの「メロンパンのうた」が流れる分かり易い展開。以降は山岸の趣味と実体験が反映された半自伝的要素が強まった。最終回でぴよぽんは、かつてライバルでスランプに苦しんでいたぴよぼうと一緒にマラソン大会に参加し、和解。そしてヒロインのぴよりんとの恋も成就させ、ハッピーエンドとなった。
明日元気にな〜あれ〜♪
毎回リスナーから送られてきた凹んでしまった失敗に山岸が自分なりのやり方で慰めるという主旨なのだが、彼女が披露する「自転車に乗りながら居眠りして、転倒したことがある」「自分の名前を間違えて書いたことがある」等といったトンデモ自虐ネタ的失敗エピソードのインパクトの方が際立っていて、もはや “愛梨山岸のすべらない話コーナー” と化していた。危なっかし過ぎるエピソードが少なくなかったためか、この放送を聴いた親や親友から本気で心配されたとのこと。最終回は、友達から「頭が悪そうなのが却って長所になっている」と言われたエピソードを披露していた。

## エピソード
- 2007年12月26日放送分では「ぴよぽん劇場」のセリフをやたら噛みまくったり、2008年1月23日放送分では放送前に台本を紛失するハプニングをやらかす等山岸の自他共に認めるアタフタぶりはある意味本放送最大の魅力であった。全体的には彼女の突拍子のない一言とアタフタぶりにスタッフ達が音効でツッコミを入れる等して愉しみつつも優しく見守っている暖かい雰囲気があった。
- “ルーキーズ” として他の曜日担当DJ達と四人一緒に他番組に時々お邪魔したり、仲良くゲーム対決したりしていた。山岸曰く「あたし達が集まる時、対決モノが必ずあるんだよね」。最終回一週前にはその山岸も含むメンバー達で演じたラジオドラマが曜日を股にかける形で全四回放送され、2008年3月30日には東京国際アニメフェア会場にて「超ラジ!Rookie解散式」を行い、その際一日限定ユニット“SAY-U”を名乗り、歌も披露。有終の美を飾った。その時歌ったオリジナル楽曲「4-You」は、2008年11月2日限定発売の記念CDアルバム「RATITUDE～超ラジ!Rookie Memorial Songs～」の中に収録された。
- 最終回の冒頭では、パーソナリティオーディションに受かり嬉しかった反面、1時間番組を任されることへのプレッシャーでかなり不安だったことを告白。放送中のメールやブログでの励ましメッセージに勇気付けられたと語りながら早くも感極まっていた。放送終了直前には海援隊の「贈る言葉」が流れる中、DJの先輩・飯塚雅弓とスタッフ一同から卒業証書を贈られるサプライズがあった。

## ゲスト
- 吉岡さくら（2008年3月5日）